# Графтон (Небраска)
Графтон (енгл. Grafton) град је у америчкој савезној држави Небраска.

## Демографија
По попису из 2010. године број становника је 126, што је 26 (-17,1%) становника мање него 2000. године.
| Група             | 2000.        | 2010.       |
| Белци             | 152 (100,0%) | 125 (99,2%) |
| Афроамериканци    | 0 (0,0%)     | 1 (0,8%)    |
| Азијати           | 0 (0,0%)     | 0 (0,0%)    |
| Хиспаноамериканци | 0 (0,0%)     | 0 (0,0%)    |
| Укупно            | 152          | 126         |